# Ацхыда (платформа)
Ацхыда — железнодорожная платформа Абхазской железной дороги в Гагре. Расположена между станциями Гагрыпшь и Гагра.
С 26 июня 2010 года в летний период на платформе делают остановку 2 пары пригородных поездов Адлер — Сухум в сутки.